# Хомоноя
Хомоноя (на гръцки: Ὁμόνοια) в древногръцката религия е богиня на съгласието, единодушието и единомислието. Нейна противоположност е Ерида (богинята на раздора).
Хомоноя се смята за дъщеря на Сотер, персонификация на спасението, и Праксидика, богинята на съдебното наказание и възмездието. Нейни братя и сестри са Арете (богиня на добродетелта) и Ктесиос. Арете и Хомония са наричани общо Праксидики, според името на майка им.